# Daniil Denisov
Daniil Sergeevič Denisov (in russo Даниил Сергеевич Денисов?; San Pietroburgo, 21 ottobre 2002) è un calciatore russo, centrocampista dello Spartak Mosca.

## Carriera

### Club
Cresciuto nel settore giovanile dello Spartak Mosca, esordisce in prima squadra il 3 ottobre 2021, disputando l'incontro di Prem'er-Liga vinto per 0-1 contro l'Achmat Groznyj.

### Nazionale
Ha giocato nelle nazionali giovanili russe Under-17 ed Under-18.

## Statistiche

### Presenze e reti nei club
Statistiche aggiornate al 25 aprile 2022.
| Stagione        | Squadra         | Campionato      | Campionato | Campionato | Coppe nazionali | Coppe nazionali | Coppe nazionali | Coppe continentali | Coppe continentali | Coppe continentali | Altre coppe | Altre coppe | Altre coppe | Totale | Totale |
| Stagione        | Squadra         | Comp            | Pres       | Reti       | Comp            | Pres            | Reti            | Comp               | Pres               | Reti               | Comp        | Pres        | Reti        | Pres   | Reti   |
| --------------- | --------------- | --------------- | ---------- | ---------- | --------------- | --------------- | --------------- | ------------------ | ------------------ | ------------------ | ----------- | ----------- | ----------- | ------ | ------ |
| 2020-2021       | Spartak-2 Mosca | 1D              | 34         | 0          |                 | -               | -               |                    | -                  | -                  |             | -           | -           | 34     | 0      |
| 2021-2022       | Spartak-2 Mosca | 1D              | 19         | 0          |                 | -               | -               |                    | -                  | -                  |             | -           | -           | 19     | 0      |
| 2021-2022       | Spartak Mosca   | PL              | 4          | 0          | CR              | 2               | 0               | UCL+UEL            | 0                  | 0                  |             | -           | -           | 6      | 0      |
| Totale carriera | Totale carriera | Totale carriera | 57         | 0          |                 | 2               | 0               |                    | 0                  | 0                  |             | -           | -           | 59     | 0      |

### Cronologia presenze e reti in nazionale
| Cronologia completa delle presenze e delle reti in nazionale ― Russia | Cronologia completa delle presenze e delle reti in nazionale ― Russia | Cronologia completa delle presenze e delle reti in nazionale ― Russia | Cronologia completa delle presenze e delle reti in nazionale ― Russia | Cronologia completa delle presenze e delle reti in nazionale ― Russia | Cronologia completa delle presenze e delle reti in nazionale ― Russia | Cronologia completa delle presenze e delle reti in nazionale ― Russia | Cronologia completa delle presenze e delle reti in nazionale ― Russia |
| Data                                                                  | Città                                                                 | In casa                                                               | Risultato                                                             | Ospiti                                                                | Competizione                                                          | Reti                                                                  | Note                                                                  |
| --------------------------------------------------------------------- | --------------------------------------------------------------------- | --------------------------------------------------------------------- | --------------------------------------------------------------------- | --------------------------------------------------------------------- | --------------------------------------------------------------------- | --------------------------------------------------------------------- | --------------------------------------------------------------------- |
| 26-3-2023                                                             | San Pietroburgo                                                       | Russia                                                                | 2 – 0                                                                 | Iraq                                                                  | Amichevole                                                            | -                                                                     |                                                                       |
| Totale                                                                |                                                                       | Presenze                                                              | 1                                                                     |                                                                       | Reti                                                                  | 0                                                                     |                                                                       |